# Fritz Karl Engel
Fritz Karl Engel, född 3 mars 1898 i Strelowhagen, var en tysk polischef och SS-Oberführer.

## Biografi
Engel blev medlem i Schutzstaffel (SS) 1930 och kom under de följande tre åren att bland annat vara befälhavare för SS-Standarte XI och SS-Abschnitt XIII (Stettin). I september 1933 utnämndes han till polischef och chef för Gestapo i Stettin. På Engels initiativ inrättades ett koncentrationsläger i Stettin-Bredow (KZ Bredow) med SS-Sturmführer Joachim Hoffmann som kommendant. Det framkom emellertid att Hoffmann lät tortera och misshandla fångar efter eget skön. Han skall även ha mottagit omfattande mutor för att frige interner. Reichsführer-SS Heinrich Himmler ansåg att Engel och Hoffmann hade vanärat SS och lägret stängdes. Hoffmann mördades under de långa knivarnas natt, medan Engel uteslöts ur SS.
Engel var mellan 1934 och 1945 verkställande direktör för ett renhållningsföretag i Berlin. I september 1941 återupptogs Engel i SS med tjänstegraden Hauptsturmführer.
I maj 1950 dömdes Engel av en domstol i Flensburg till fem års fängelse för brott mot mänskligheten och misshandel av judiska fångar i koncentrationslägret Stettin-Bredow.